# Circus Galop
Circus Galop est une pièce pour piano mécanique composée par Marc-André Hamelin entre 1991 et 1994. Elle est dédiée à Beatrix et Jürgen Hocker, fabricants de rouleaux de pianos pneumatiques.
Cette pièce dure environ 5 minutes. Elle a en particulier été enregistrée par Wolfgang Heisig et Jürgen Hocker (publication en avril 2008), en même temps que les deux autres pièces pour piano de Marc-André Hamelin.
Cette pièce n'est pas jouable par une seule personne car jusqu'à 21 notes doivent être jouées simultanément. Elle est utilisée pour tester les logiciels MIDI en les poussant au maximum de leurs capacités.